# 19439 Allisontjong
19439 Allisontjong (1998 FB91) là một tiểu hành tinh vành đai chính được phát hiện ngày 24 tháng 3 năm 1998 bởi nhóm nghiên cứu tiểu hành tinh gần Trái Đất phòng thí nghiệm Lincoln ở Socorro.